# 羽衣町 (立川市)
羽衣町（はごろもちょう）は東京都立川市の町名。現行行政地名は羽衣町一丁目から羽衣町三丁目。郵便番号は190-0021。

## 地理
羽衣町は立川市の南東部に位置する。北は曙町、北東は国立市北、東は国立市西及び富士見台、南は国立市谷保及び青柳、西は錦町に隣接する。町内の多くを住宅地が占める。

### 地価
住宅地の地価は2014年（平成26年）1月1日に公表された公示地価によれば羽衣町2-24-5の地点で26万9000円/m2となっている。

## 世帯数と人口
2018年（平成30年）1月1日現在の世帯数と人口は以下の通りである。
| 丁目         | 世帯数    | 人口    |
| ------------ | --------- | ------- |
| 羽衣町一丁目 | 1,689世帯 | 3,085人 |
| 羽衣町二丁目 | 2,359世帯 | 4,482人 |
| 羽衣町三丁目 | 943世帯   | 1,727人 |
| 計           | 4,991世帯 | 9,294人 |

## 小・中学校の学区
市立小・中学校に通う場合、学区は以下の通りとなる。
| 丁目         | 番地 | 小学校             | 中学校                 |
| ------------ | ---- | ------------------ | ---------------------- |
| 羽衣町一丁目 | 全域 | 立川市立第六小学校 | 立川市立立川第三中学校 |
| 羽衣町二丁目 | 全域 | 立川市立第六小学校 | 立川市立立川第三中学校 |
| 羽衣町三丁目 | 全域 | 立川市立第六小学校 | 立川市立立川第三中学校 |

## 交通
鉄道
- 東日本旅客鉄道（JR東日本）
  - 南武線：西国立駅
  - 中央本線も北端部を通過しているが、駅は置かれていない。

道路
- 東京都道145号立川国分寺線

## 施設
- 立川市立立川第三中学校
- 立川市立第六小学校
- 立川市斎場、立川聖苑（火葬場）
- 西友西国立店
- トヨタドライビングスクール東京
- サミットストア羽衣いちょう通り店